# Faculdade de Jinzhong
A faculdade de Jinzhong (chinês: 晋中 学院) é uma faculdade em Shanxi, China, sob a autoridade do governo da província. O antecessor da  faculdade de Jinzhong foi a faculdade normal Jinzhong, fundada em 1958. Foi aprovado pelo Ministério da Educação em maio de 2004.
A escola ocupa uma área de 824.700 metros quadrados, com uma área de construção de 516.600 metros quadrados. A biblioteca possui mais de 1,2 milhão de livros, 1.322 tipos de periódicos em papel e 375.000 tipos de livros eletrônicos. A faculdade de Jinzhong realizou mais de 200 projetos de pesquisa nacionais e provinciais. Ele publicou quase 500 monografias e livros didáticos em editoras acima do nível provincial e recebeu mais de 80 prêmios acima do nível provincial.